# Fastighet
En fastighet är i Finland och Sverige ett juridiskt definierat begrepp för ett avgränsat område på marken, oavsett om det finns byggnader på marken eller ej.
All mark i Finland och Sverige är indelad i fastigheter och alla fastigheter har en unik fastighetsbeteckning som identitet för det aktuella området.
Till en fastighet kan det finnas fastighetstillbehör, till exempel en eller flera byggnader, andra anläggningar och växtlighet, som tillsammans med fastigheten utgör en rättslig enhet om fastighetstillbehöret och fastigheten har samma ägare.
Det förekommer att fastighetstillbehörstypen byggnad kallas för fastighet, men denna användning har inte stöd i jordabalken. När hela enheten (fastigheten/marken inklusive fastighetstillbehör/byggnad) avses kan begreppet fastighet användas i sammansatta ord som fastighetsmäklare eller fastighetsägare.
En fastighets omfattning och avgränsning vid ett visst tillfälle, inklusive andelar i samfälligheter och vilka rättigheter den har tillgång till eller belastas av (se servitut), är resultatet av alla rättsligt giltiga förändringar (fastighetsbildning) den genomgått sedan dess tillkomst. Dessa förändringar finns dokumenterade i förrättningsakter som i Sverige finns lagrade i Lantmäteriets digitala arkiv Arken. För att få säker visshet om vari en fastighet består måste dessa äldre förrättningsakter studeras. Fastighetsregistret inklusive registerkartan ger en icke rättsligt gällande, och inte heller garanterat korrekt, översikt över fastighetsindelningen, fastigheternas omfång, deras rättigheter med mera.

## Lagstiftningen i Norden
För en översikt av lagstiftningen i Sverige se Fastighetslagstiftning i Sverige.
I Sverige utgår fastighetslagstiftningen från jordabalken som definierar begreppet fastighet. Fastighetsbildning, det vill säga regler och villkor kring detta, regleras av fastighetsbildningslagen. I Norden generellt har alla fastigheter en specifik beteckning.

## Källhänvisningar
1. ↑  Boverkets begreppsbank, https://begreppsbank.boverket.se/ordlista/begrepp/8912/fastighet Arkiverad 14 juni 2024 hämtat från the Wayback Machine.
2. ↑  Jordabalken (1970:994)
3. ↑  Fastighetsregisterlag 16.5.1985/392 (Finlex)
4. ↑  Jordabalken (1970:994)
5. ↑  Fastighetsregisterlag 16.5.1985/392 (Finlex)
6. ↑  https://www.maanmittauslaitos.fi/sv/fastigheter/information-om-fastigheter/ta-reda-pa-fastighetsbeteckningen
7. ↑  https://www.lantmateriet.se/sv/fastighet-och-mark/
8. ↑  Jordabalken (1970:994)
9. ↑  Jordabalken (1970:994)